# Civil Aviation Administration of China
De Civil Aviation Administration of China CAAC is de luchtvaartdienst van het Chinese ministerie van Vervoer. De dienst houdt toezicht op de burgerluchtvaart en voert onderzoeken na ongelukken en incidenten uit. 

## Geschiedenis
De CAAC werd kort na het uitroepen van de Volksrepubliek opgericht om voor alle niet-militaire luchtvaart in het land te zorgen. Hieronder vielen de binnenlandse vluchten en vanaf 1962 internationale vluchten naar de Sovjet-Unie, Mongolië, Noord-Korea, Birma, Bangladesh, Noord-Vietnam en Cambodja. 

### Buitenlandse toestellen
In 1963 werden zes Vickers Viscounts gekocht en in 1971 vier Tridents in Pakistan. Hiermee verliet China het beleid om alleen binnen de Tweede wereld aankopen te doen. In 1972 werden drie Concordes besteld voor een beoogde route naar Europa via Teheran. Deze toestellen zijn wel gebouwd, maar nooit geleverd omdat Frankrijk van de Verenigde Staten toestemming moest krijgen voor de export van sommige gebruikte Amerikaanse onderdelen. De Verenigde Staten zelf verkochten in 1972 wel 10 Boeing 707s die China vervolgens inzette op bestemmingen in Europa, Noord Amerika en het Midden Oosten. Voor binnenlandse vluchten kocht de CAAC in 1973 nog 15 Tridents rechtstreeks bij de Britse vliegtuig bouwer Hawker Siddeley. De routes binnen het communistische blok werden bediend door toestellen van Sovjet makelij, zoals de Ilyushin 62.    

## Opsplitsing
In 1987 werd CAAC toezichthouder en de luchtdiensten werden in zes verschillende maatschappijen ondergebracht.
- Air China
- China Southwest Airlines
- China Eastern Airlines
- China Northwest Airlines
- China Southern Airlines
- China Northern Airlines

Air China kreeg toen de IATA code van CAAC. Boeing gebruikte verder de klantcode J6 voor Air China, zodat Air China als voortzetting van de luchtdiensten van CAAC kan worden gezien.